# Heath
Heath, koja teče od Anda oko jezera Titicaca prema sjeveru do rijeke Madre de Dios, označava prirodnu granicu između Perua i Bolivije.
Na tom području živi domorodačka zajednica Eja Sonene. Oni su etnička skupina koja pripada ili Arawakima koji govore Tacana, koji su migrirali sa zapada ili onima podrijetlom Pano, koji potječu iz donjeg toka rijeke Madeire.
Nazvana po američkom istraživaču dr. Edwinu R. Heathu 1880-ih, rijeka omeđuje nizinsku savanu i prašumu. Prvu ekspediciju za istraživanje bazena rijeke Heath predvodio je britanski istraživač pukovnik Percy Harrison Fawcett 1910.

## Vanjske poveznice
|  | Zajednički poslužitelj ima još gradiva o temi Heath |

- Karta rijeke Heath i područja Tambopata